# Shi-Kwan Yen
Shi-Kwan Yen (parfois crédité Yee Kwan Yan), né le 1er janvier 1947, est un acteur chinois.

## Filmographie

### Cinéma
- 1991 : Il était une fois en Chine : Iron Robe Yim
- 1992 : Il était une fois en Chine 2 : la secte du lotus blanc : Gouverneur Chung
- 1993 : Iron Monkey : La légende démasquée : Hin Hung